# Луґовіна (Західнопоморське воєводство)
Луґовіна (пол. Ługowina, нім. Lowin) — село в Польщі, у гміні Ресько Лобезького повіту Західнопоморського воєводства.
Населення — 214 осіб (2011).
У 1975-1998 роках село належало до Щецинського воєводства.

## Демографія
Демографічна структура станом на 31 березня 2011 року:
|          | Загалом | Допрацездатний вік | Працездатний вік | Постпрацездатний вік |
| -------- | ------- | ------------------ | ---------------- | -------------------- |
| Чоловіки | 101     | 25                 | 67               | 9                    |
| Жінки    | 113     | 22                 | 66               | 25                   |
| Разом    | 214     | 47                 | 133              | 34                   |